# Altes Land
Altes Land (er et ca. 180 km² frugtbart marsklandskab syd for floden Elben mellem Hamborg og Stade beliggende i de to tyske delstater Hamborg og Niedersachsen. Det omfatter kommunerne Jork, Samtgemeinde Lühe og Rübke i Niedersachsen samt Hamborg bydelene Neuenfelde, Cranz og Francop.
Altes Land er kendt for sine mange frugtplantager, og er med sine ca. 12.000 hektar et af de største sammenhængende frugtområder i Centraleuropa. 77 procent af frugttræerne i Altes Land er æbler og 12,7 procent kirsebær. Altes Land er inddelt i tre "Meiler" (områder), den første, anden og tredje Meile. Disse Meiler danner zoner langs med Elbens bredning. Den første Meile, mellem bifloderne Schwinge og Lühe, blev først inddæmmet og beboet omkring 1140. Den anden Meile omfatter området mellem bifloderne Lühe og Este, hvor bygningen af digerne blev afsluttet i slutningen af det 12. århundreder. Inddæmningen af den tredje Meile mellem Este og Süderelbe blev først afsluttet i slutningen af det 15. århundrede, på grund af at området var ramt af stormfloder
I Altes Land befinder der sig mange velholdte bindingsværkshuse og gårde. Området er et kendt tysk ferieområde. En stor del af frugtgårdene har foruden frugtavlen også pensioner og restauranter som biindtægter. Hvert år i den første weekend i maj krones i Jork året Blomsterdronning.

## Historie
Navnet Altes Land har ikke noget at gøre med „alt“ (gammel), men hentyder til dets bosættelseshistorie. På plattysk hedder området Olland (tysk. „Altland“). Dette navn stammer helt tilbage fra 1130 og 1230 da hollandske kolonister de såkaldte Hollerkolonister koloniserede marsklandet mellem floderne Weser og Elben. Med deres medbragte viden om, hvordan de i deres hjemland byggede diger, gjorde de marsklandet frugtbar.
Med byggeriet af digerne i det 12. århundrede ved Elben opstod der i området et bosætnings og kulturlandskab, som i sin egenart tydeligt adskiller sig fra gestområderne mellem Elben og Weser. Derved udviklede der sig også forskelle mellem marsklandene Altes Land, Land Kehdingen og Land Hadeln.
Afgørende for den særlige udvikling i Altes Land var bygningen af digerne og dermed den tætte forbindelse med det bestående afvandingssystem igennem digerne til Elben og til dens bifloder. Med dette fællesskab og den fælles udvikling af bygningen af digerne og den konstante overvågning af digerne opstod der i Altes Land en særlig retsstilling og politisk organisation.
Frugtavl kan dokumenteres fra cirka 1550 og fortrængte efterhånden mark og kvægdriften.
I Trediveårskrigen blev Altes Land erobret af Sverige, 1712 kom det under Danmark, men blev under engelsk tryk 1715 solgt til kurfyrstedømmet i Hannover.
I det 17. århundrede var der anlagt ca. 200 ha med frugttræer. I den anden halvdel af det 19. århundrede blev frugtavl den dominerende faktor i området.
1866 ophørte Kongeriget Hannover og Altes Land kom under Preussen.
Først i 1932 endte de politiske særrettigheder, men kulturlandskabet er også i nutiden bevaret. Efterhånden som sakserne byggede gårde i Altes Land, blev plattysk det daglige sprog.
1932 kom den vestlige del af Altes Land under Landkreis Stade og den østlige del under Landkreis Harburg. På grund af Loven om Stor-Hamburg "Groß-Hamburg-Gesetz" blev kommunerne Cranz, Neuenfelde og Francop i 1938 en del af Hamborg
1962 ramte stormfloden i Nordtyskland også Altes Land. I den anden Meile holdt de allerede forstærkede og forhøjede diger overvejende stand. Men der skete alligevel flere digebrud og dermed til oversvømmelser ved Lühe i nærheden af landsbyen Höhen, ved Borstel og i Cranz. Mange bygninger i nærheden af diget blev oversvømmet og ødelagt. I Lühe druknede en person. Tredje Meile blev ramt af tre digebrud og dermed oversvømmelser ved bifloden Alten Süderelbe ved Moorburg og Francop. Her omkom i alt 13 personer, og mange huse blev fuldstændig ødelagt.
1972 blev landsbyerne Hove og Moorende fra Landkreis Harburg tilsluttet kommunen Jork under Landkreis Stade. Den eneste del af Altes Land som blev i Landkreis Harburg er landsbyen Rübke – i dag en del af kommunen Neu Wulmstorf.

## Galleri
- Forår
- Hogendiekbrück, Steinkirchen
- Typisk gård mellem Jork og Wisch
- Grünendeich
- Museum Altes Land i Jork
- Borsteler Mühle
- Naturschutzgebiet Borsteler Binnenelbe